# ウェットスーツ
ウェットスーツ(wetsuit)は、スクーバダイビング、スキンダイビング、スノーケリング、サーフィン、ウィンドサーフィン (セイルボード)、ヨット、水上オートバイ (ジェットスキー、マリンジェット) などのウォータースポーツ、あるいは水中土木、レスキュー・サルベージ、海上建築物上での作業などの職業的な水中・水上活動において着用される保護スーツのうち、スーツ内部に水が浸入するタイプのものをいう (水が浸入しないものはドライスーツという)。
日本においては釣り用のウェットスーツは「鮎タイツ」「鮎ジャケット」などの特有の商品名で呼ばれることが多い。これらの商品は販売ルートが違うだけで実質的にはウェットスーツそのものである。日本は水温が低い時期に水泳・遊泳することが少ないため、これらの活動でウェットスーツを着用することは比較的少ないが、トライアスロンなどの競技者、夏でも水温が低い地域での使用、肌の日焼けや負傷を避けたい場合など、これらの活動に際してもウェットスーツを着用することがある。

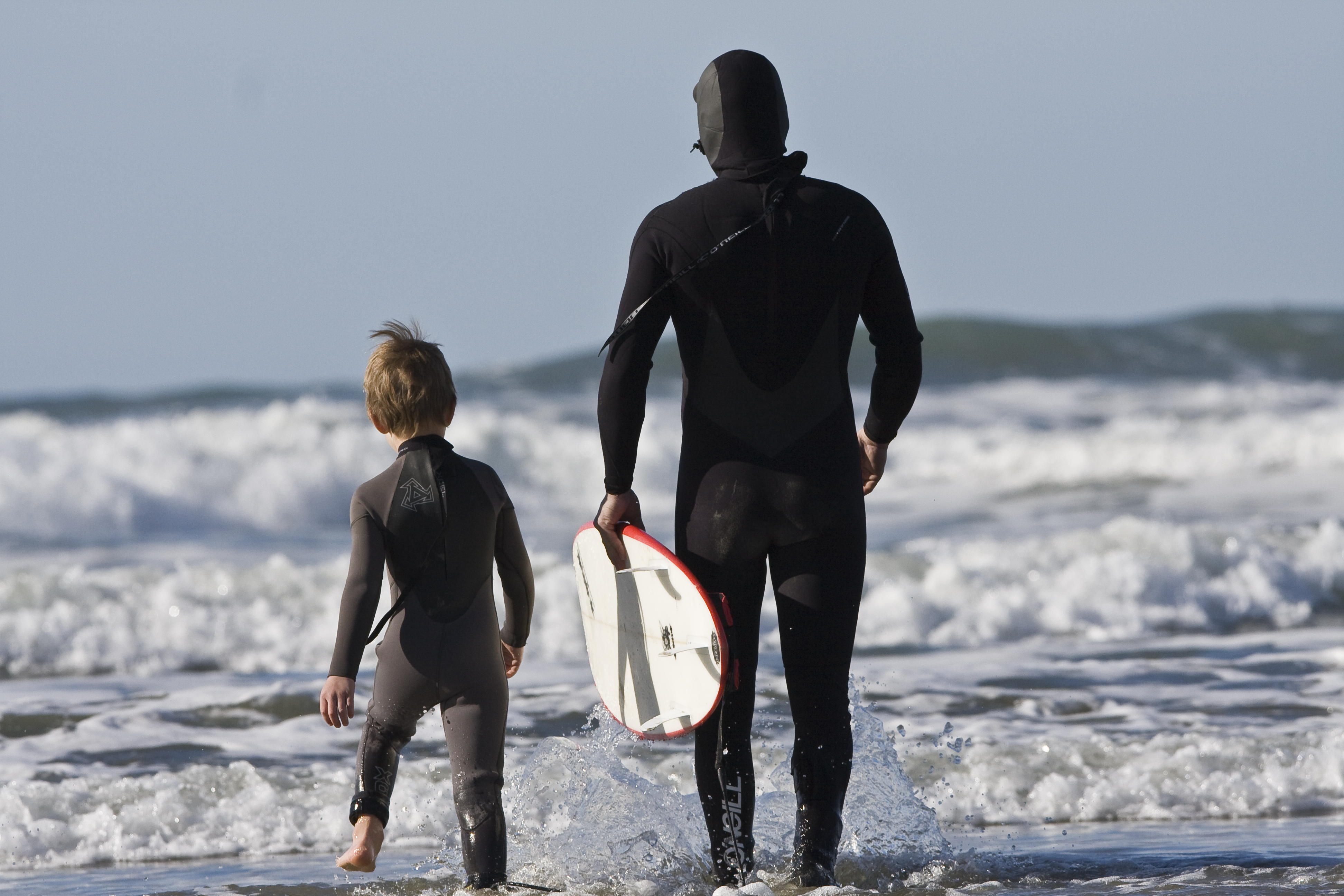

## 概要

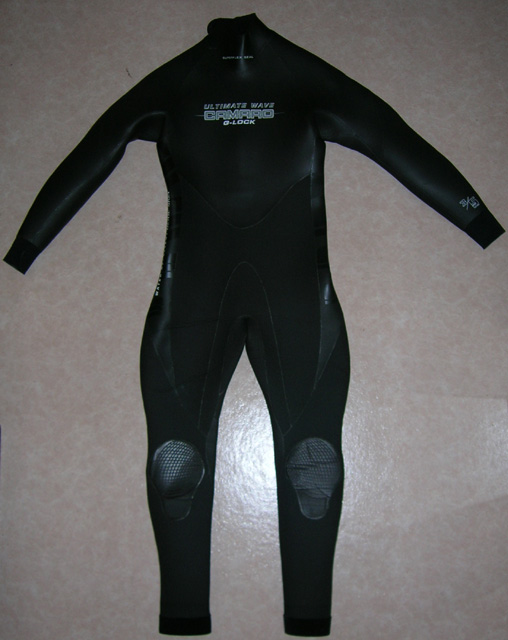
ウェットスーツの一例 (サーフィン用のワンピース)

内部に気泡を含むクロロプレンゴム製の生地から出来ている身体に密着する衣服であり、生地の厚みは通常2 – 7 mmで厚いものほど保温性に優れるが、その反面運動性は制限され、かつ浮力が大きくなってダイビングにおいてはより多量のウェイトが必要となる。日本ではダイビング用は5 mm、サーフィン用は3 mm程の厚さのものが最もよく使われている。生地に気泡を含んでいるために水面ではある程度の浮力を持ち、ダイビング等で潜水して水圧がかかると、生地が圧縮されて体積が減るため浮力が一時的に減少する。適切なサイズのスーツを着用することで、内部に浸入した少量の水が、スーツと身体の間に薄い層を形成し、これが体温で暖められるため、保温効果を発揮する。その反面、スーツのサイズが大きすぎて身体に密着しない部分があった場合、身体の動きに応じて水が出入りしてしまうために保温性が大きく損なわれる。着用に当たってはサイズを慎重に選択する必要があるため、着用者の身体のサイズに合わせて製作する、いわゆるフルオーダーメードも一般的に行われている。同じ理由により下着を着用しない、あるいは身体に密着する競泳用の水着程度のものにする場合も多い。近年ではラッシュガード・ウェットインナーなどを着用する場合もある。

## 形態
ワンピース
フルスーツともいう。長袖、長ズボン型で上下が一体となったもの。
シーガル
半袖、長ズボン型で上下が一体となったもの。
ロングジョン
袖なし、長ズボン型で上下が一体となったもの。
ショートジョン
袖なし、半ズボン型で上下が一体となったもの。
スプリング
半ズボン型で上下が一体となったもの。半袖型と長袖型があり、長袖型のものはロングスリーブスプリングもしくは略してロンスプと呼ばれる。
スイムジョン
足の付け根でカットされたもの。袖なし、半袖、長袖がある。主にサーフィンやボディボードなど激しく動くウォータースポーツで女性が着用する。
ジャケット
タッパーともいう。上半身のみで長袖のものと半袖のものがある。ビーバーテールと呼ばれる、ずり上がらないための股がけを有したものもある。フードが着いたタイプも有り。
ボレロ
上半身のみで袖なし。
パンツ
下半身のみ。半ズボン型と長ズボン型がある。
などがあり、要求される保温性や運動性に応じ、それぞれ単独で、あるいはロングジョン＋ジャケット、ワンピース＋スプリングのような各種の組み合わせで着用される。ワンピースやスプリングの場合には着脱のためのファスナーが必須である場合がほとんどだが、ノンジップと称するノンファスナーワンピースも存在する。ファスナーは腹側に設ける場合と背中側に設ける場合があるが、運動性を阻害しないため、特にサーフィン用のスーツにおいては身体の伸縮が少ない背中 (脊柱) 側に設けたものが多い。また着脱を容易にするため手首と足首部に、不快感を軽減させるため襟元にファスナーを設けたものもある。

## 素材
スキン
クロロプレンの素地が表面に露出したもの。下記の各種素材は、このタイプの生地の片面、または両面に他の素材を複合したものである。クロロプレンゴムペレット、硫黄等の架橋剤、カーボンブラック等の充填剤、内部に気泡を形成させるための発泡剤、軟化剤、酸化防止剤等の劣化防止剤などを混合し、加熱しながらロール間を通してシート状に成型することで製造される。水分をほとんど吸収せず、また皮膚への密着性が良いために内面、外面のどちらに用いても保温性に優れたスーツとなるが、強度が弱く、色は黒一色となるためデザイン性に劣るという欠点がある。内面に用いた場合は滑りが悪く着脱が難しくなることから、表面に滑りをよくする加工を施したものもある。また、赤外線を反射するセラミックス類を添加することで保温性をさらに向上させたものもある。サーフィン用など水上での活動が主となる用途では、水分の蒸発により熱が奪われることを防ぐため、外側をこの素材で構成することが多い。ダイビング用スーツの素材には水圧で気泡が潰れにくいよう硬めの素材を用い、サーフィン用などのスーツの素材には身体の動きを束縛しないよう柔らかめの素材を用いるため、ダイビング用のスーツをサーフィン用に流用したり、その逆をしたりすることは好ましくない。
俗にロクハンカブリあるいはロクハンと呼ばれるスーツがある。これは6.5 mm厚の両面スキン素材のロングジョン＋ジャケットであり、通常はファスナーなどを有さない。着脱には多少の熟練を要するが、反面身体への密着性が非常に高く浸水が非常に少ないことと、陸上でも気化熱が奪われにくく暖かいことから保温性や着用後の運動性に優れており、現在でも一部のベテランダイバーに愛用されている。ただし、破れたり裂けたりしやすい欠点があるので取り扱いには注意が必要である。現在では滑りを良くして着易くするための内面加工 (SCSやスムーススキン等のコーティングやフィルム貼り付け；タックレス) が拡がり着脱性が向上している。
ジャージ
スキン素材の表面にニット地を貼り付け加工したもの。スキン素材と比較して強度が著しく向上しており、さまざまな色やデザインのスーツが製作可能である。欠点は布地が水分を吸収することから陸上で気化熱を奪われ易く、スキン素材ほど皮膚に密着しないため浸水も多くなり、水中・陸上ともに保温性は低下する。同じく普通のジャージ生地は濡れると一時的に色がくすんで見えて高級感に乏しい欠点もあるが、現在ではこれを改良したポリウレタン混紡など特に伸縮性の高いニット地を貼り付けた製品もある。ただし伸縮性においてはスタンダードジャージのほうが一般的に優れている。また、片側にのみ生地を貼った片面スキン (片面ジャージ) も広く使われ、どちらを表に使うかは一長一短がある。

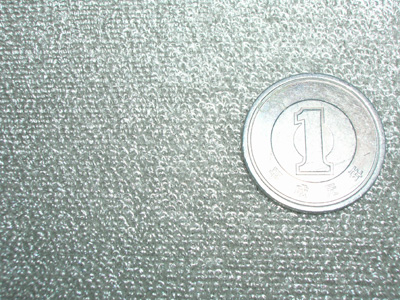
起毛素材

起毛
スキン素材の表面に厚みのあるニット地を貼り付け加工したもの。細かな気泡や体温により暖められた水を効率よく保持するため、内面に用いると保温性に優れたスーツができる。登場したのは1990年代末で比較的新しい素材であるが、スキン素材やジャージ素材の欠点であった、濡れた状態で非常に着にくいという点が大きく改良されていることもあって、2006年現在では主流の素材となっている。
ラジアル
布地が貼られた上に更にラジアルコーティングが為されていて、価格が上がり伸縮性は低下するものの、スキンよりも遥かに強く、ジャージよりも更に強度が増し気化熱を奪われにくく汚れにくい長所がある。ドライスーツに使われることが多いハードラジアル、ウェットスーツに使われることが多いソフトラジアルのふたつが存在する。
両面ジャージ、外面ジャージ＋内面起毛、外面ラジアル＋内面起毛、両面スキン、片面スキンなど、用途や着用される状況に応じて組み合わせが選択されるが、外面ソフトラジアル＋内面スキンという素材は今のところ見当たらない。

## ダイブスキン
スキンスーツ、あるいはライトスーツともいう。上記のスキン素材と名称的には類似しているがまったく関係はない (ただし、スキン素材を用いたダイブスキンも存在する)。ラッシュガードに使われているような伸縮性生地からなる製品が多いが、0.5 – 1 mm程度の薄い発泡クロロプレン生地を用いたウェットスーツもこれらの名称で呼ばれることがある。前者は素材の相違からウェットスーツとはいえないが、用途や機能の点で類似しているため本稿に記載する。ウェットスーツと比較すると保温性は低く、主として水温が高い (28ないし30℃以上) 場合のスクーバダイビング、スキンダイビング、スノーケリングなどにおいて、珊瑚、岩などの鋭利物体との接触による外傷、有害生物、および直射日光から皮膚を保護するために着用される。かかる目的から、できるだけ全身を覆うことが好ましく、形態は通常ワンピース型である。ジャケット型やパンツ型は通常ラッシュガードに分類されておりダイブスキンとは呼ばれない。

## セミドライスーツ
セミドライスーツ (semidrysuit,semi dry suit) とはウェットスーツの一種であるが、ファスナーの裏側にフラップを設けたり、防水性の高いファスナーを使用したり、首、手首、足首部の構造を二重構造にしたりするなどの工夫をすることにより内部に水が浸入しにくくしたものである。外見は概ねウェットスーツに類似したものが多く、ドライスーツと同様のファスナー、首、手首、足首部のシールを用い、ドライスーツに近い保温力を持った製品も少数ではあるが存在する。水の浸入箇所を極力少なくするために型は基本的にワンピースである。ドライスーツより保温性が劣るが運動性に優れ、ウェットスーツより高価であるが保温性に優れているので、水温が中程度の環境での着用に適している。

## アクセサリ

### ブーツ (boot)

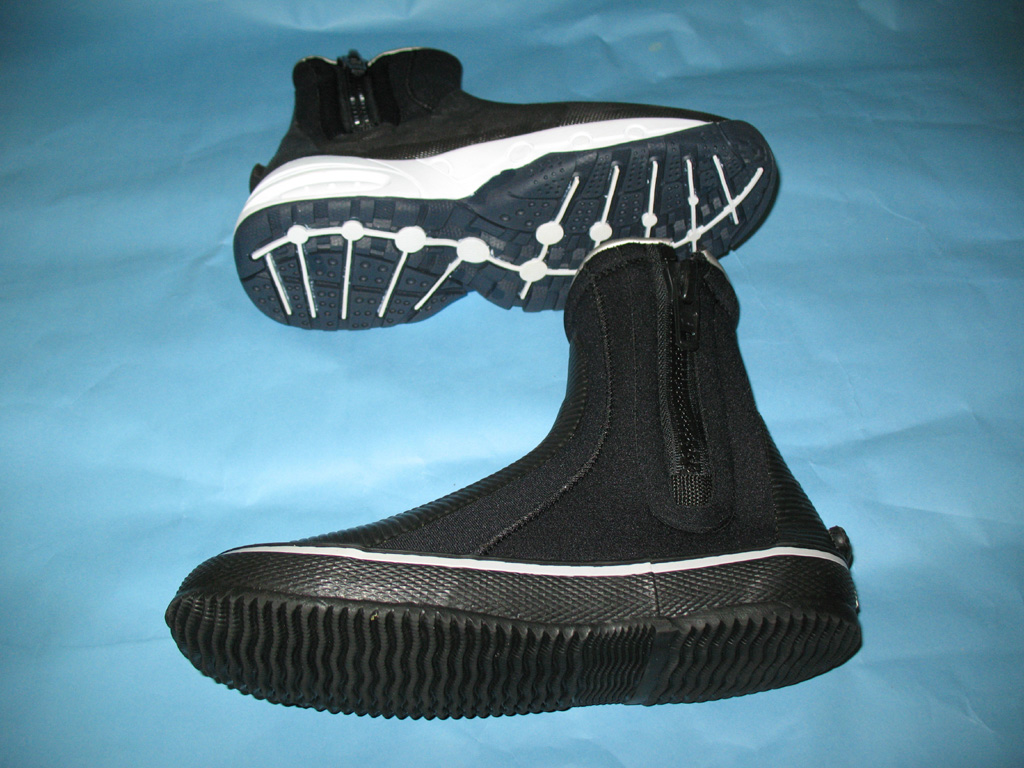
ダイビングブーツの一例 上:ラジアルソール 下:デッキソール

整備された砂浜以外の環境では、水底の物体で足に外傷を負うことを防ぐため着用が必須である。発泡クロロプレン生地製の本体とゴム製の底 (ソール) からできたものが大半である。着脱を容易にするためのファスナーがついたものが多い。
ソールの形状としては、全体としてみれば平らなゴム底に均一なパターンを形成してあり、濡れた船上で滑りにくいことを特徴とするデッキソール (deck sole) のものと、比較的大きな凹凸と、土踏まず付近の段差を形成してあり、岩場などでのグリップに優れることを特徴とするラジアルソール (ladder grip sole) のものとがある。日本のダイビングでは岩場を通ってエントリー・エキジットするようなことは少ないこと、また、ラジアルソールは凹凸の分だけ厚みがあり、フィンのポケットに余分な高さが必要になることなどの理由により、デッキソールのものが多く使われている。

### グローブ (glove)
主に手の障害防止を目的に着用する。水温により織物製、クロロプレン生地製などさまざまな形式のものが用いられる。保護されているという意識からダイバーが水底の物体に不用意に手を突くようになり、自然破壊につながるとしてグローブを着用することを禁止している地域もある。

### フード (hood)
体温の損失防止及び保護のため頭部から首に着用する。水中における血行量の多い頭部からの体温損失は、全身からの体温損失の20%を占めるといわれており、常時水中での活動となるスキューバダイビングではそれほど低い水温でなくてもフードの着用が必須である。通常クロロプレン生地製であるが、主として高水温環境での保護効果を目的とした布製タイプも存在する。